# Stettfeld
Stettfeld – miejscowość i gmina w Niemczech, w kraju związkowym Bawaria, w rejencji Dolna Frankonia, w regionie Main-Rhön, w powiecie Haßberge, wchodzi w skład wspólnoty administracyjnej Ebelsbach. Leży około 15 km na południowy wschód od Haßfurtu, nad Menem, przy autostradzie A70, drodze B26 i linii kolejowej Schweinfurt – Bamberg.

## Demografia
| Rok  | Liczba mieszk. |
| ---- | -------------- |
| 1970 | 1.036          |
| 1987 | 1.024          |
| 2000 | 1.294          |
| 2006 | 1.260          |

## Polityka
Wójtem jest Alfons Hartlieb. Rada gminy składa się z 12 członków:
|      | CSU | SPD | Związek Wiejski Stettfelder | Razem     |
| 2002 | 5   | 5   | 2                           | 12 miejsc |

## Oświata
(na 1999)

W gminie znajduje się 50 miejsc przedszkolnych (z 60 dziećmi).